# Júlia (programa de televisão)
Júlia é um talk show português apresentado por Júlia Pinheiro. O programa estreou a 8 de outubro de 2018, na SIC.

## Formato
Este novo programa, apresentado por Júlia Pinheiro, marca o regresso da apresentadora ao horário da tarde, num formato mais intimista, dando a conhecer história de pessoas.
Nos primeiros meses, o formato possuía um passatempo chamado Dobradinha, cancelado em 2019. Atualmente segue sem qualquer passatempo.

## Apresentadores
| Apresentadora  | Período       |
| -------------- | ------------- |
| Júlia Pinheiro | 2018-presente |

| Apresentadoras substitutas | Período        |
| -------------------------- | -------------- |
| Ana Marques                | 2019-2021/2022 |
| Bárbara Guimarães          | 2021/2022      |
| Andreia Rodrigues          | 2022-presente  |

## História
Com a chegada de Daniel Oliveira ao cargo de diretor de programas da SIC, a 28 de junho de 2018, e de forma a fazer aumentar as audiências das manhãs e das tardes da SIC, Daniel Oliveira decide terminar o Queridas Manhãs, apresentado por João Paulo Rodrigues e Júlia Pinheiro. Com esta decisão, é decidido que a antena da SIC durante as manhãs iria ser ocupada por um novo programa apresentado por João Baião (o que não chegou a acontecer, devido a chegada de Cristina Ferreira), e as tardes, que entretanto estavam ocupadas com o programa Dr. Saúde, iriam dar lugar a um novo programa apresentado por Júlia Pinheiro, mais tarde revelado que se iria chamar simplesmente de Júlia. O programa acabou por estrear no dia 8 de outubro de 2018.
No final de agosto de 2023, foi anunciado um "novo capítulo" no Júlia. A 4 de setembro de 2023, o programa estreou uma nova imagem e um estúdio completamente renovado.
A partir de janeiro de 2025, o programa passa a ter uma duração de exibição menor (cerca de 60 minutos) e transmissão de segunda à quinta feira. À sexta feira o programa foi substituído pelo talk show "Linha Aberta" apresentado por Hernâni Carvalho.

## Logótipos ao longo do programa

8 de outubro de 2018 - 1 de setembro de 2023

4 de setembro de 2023 - presente

## Audiências
Na estreia, "Júlia" foi líder de audiências conseguindo 393 100 espetadores (4,1% de rating), o que corresponde a 22,6% de share. A partir daí, o programa passou a liderar as tardes de forma absoluta e com uma grande distância do seu principal concorrente o A Tarde É Sua, mantendo-se o Agora Nós em terceiro lugar. O recorde de audiência foi a 13 de fevereiro de 2019, com 23% de share tendo um pico de 30%, conseguindo ainda ultrapassar o programa das manhãs da TVI Você na TV.
No dia 27 de fevereiro de 2019, o talk show bateu novamente o seu recorde, alcançando uma audiência média de 4,0% e 24,1% de share, atingindo um pico de 6,5% rating 30,3% share.
Em dia de Carnaval, o programa "Júlia" teve a emissão mais vista de sempre. Foram cerca de 560 mil espectadores em média. Com 5,8% de rating e 16,5% se share, Júlia Pinheiro teve uma média de 561.500 espectadores.
| 2018     | Rating | Share | N.º de emissões |
| -------- | ------ | ----- | --------------- |
| Outubro  | 2,8    | 15,9  | 16              |
| Novembro | 3,0    | 15,4  | 20              |
| Dezembro | 3,1    | 15,3  | 16              |

| 2019      | Rating | Share | N.º de emissões |
| --------- | ------ | ----- | --------------- |
| Janeiro   | 3,6    | 17,8  | 22              |
| Fevereiro | 3,2    | 18,1  | 20              |
| Março     | 3,2    | 17,5  | 21              |
| Abril     | 3,4    | 18,0  | 22              |
| Maio      | 3,2    | 18,2  | 23              |
| Junho     | 3,2    | 17,4  | 19              |
| Julho     | 3,3    | 16,1  | 23              |
| Agosto    | 3,0    | 14,1  | 22              |